# Bihácsi Köztársaság

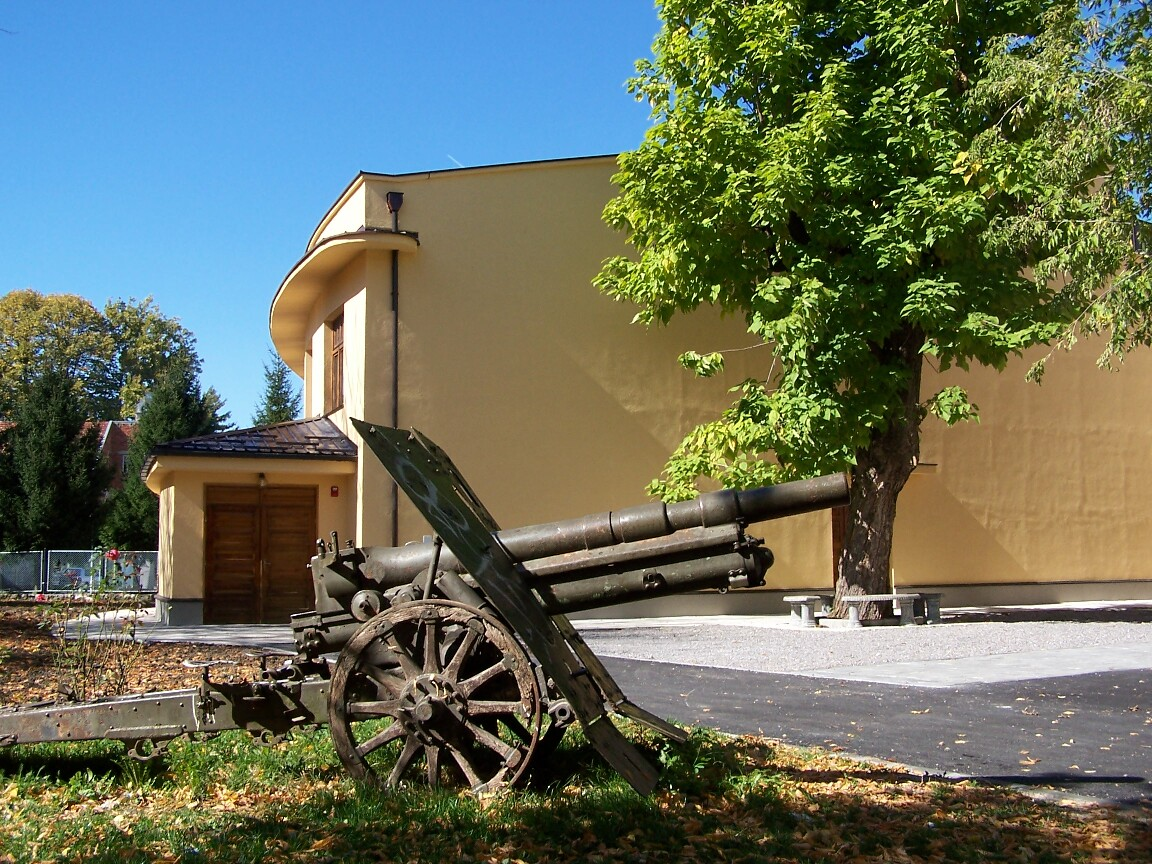
A Bihácsi Köztársaság központi épülete, ahol az első Antifasiszta Tanácsot tartották

A Bihácsi Köztársaság (szerbhorvát nyelven: Bihaćka Republika, cirill átírásban: Бихаћка Република) rövid életű, partizánok által felszabadított terület volt. Az Uzsicéből ide menekült partizánok alapították több hónapnyi előkészület után. 1942. november 26-án itt tartotta az első Antifasiszta Tanácsot a jugoszláv hadsereg.

## A terület felszabadítása
1942 nyarán és őszén a partizánok új taktikákat fejlesztettek ki. Kisebb, de jobban felszerelt gyorsan mozgó hadtesteket szerveztek, amelyek a hegyes-völgyes földrajzi adottságokat kihasználva fel tudták venni a versenyt a nagyobb német–olasz hadseregekkel szemben. A boszniai és horvát partizánokat a Szerbiából kivonult seregek tették teljessé 1942 nyarán.
Bihácsot november 4-én szabadították fel, miután a partizánok kétnapos csatában legyőzték az usztasa erőket. Néhány várost (Vojnić, Gvozd, Korenica, Drvar, Glamoč, Bosanski Petrovac) már korábban felszabadítottak a bihácsi hadművelet keretében, majd a nagyváros felszabadítása után Bosanska Krupát 5-én, Cazint 6-án,  Szluint 14-én. Más városokat rajtaütésszerűen foglaltak vissza Jajcát november 26-án, Livnót december 15-én, Tomislavgradot 19-én és Teslićét 1943. január 1-jén. Udbinát és Bosansko Grahovót a partizán sikerek nyomán az usztasa–olasz erők kiürítették. Néhány várost azonban nem tudtak elfoglalni: Bosanski Novit és Dvort városán november 26/28-án és Sanski Mostot december 10. és 22. között.
Ezekkel a hadműveletekkel egy 250 km hosszú és 50-70 km széles állam jött létre Károlyvárostól Prozor keleti határáig. Egyes városokat a németek csak nagyobb erőfeszítésekkel tudtak ideiglenesen visszaszerezni: Jajcát december 6-án és Teslićet január 8-án. A partizánok ellen a tengelyhatalmak kidolgoztak egy haditervet, aminek keretében Bihácsot 1943. január 27-én elfoglalták, ezzel együtt véget vetve a Bihácsi Köztársaságnak.

## Fordítás
Ez a szócikk részben vagy egészben  a   Bihać Republic című angol Wikipédia-szócikk ezen változatának fordításán alapul.  Az eredeti cikk szerkesztőit annak laptörténete sorolja fel. Ez a jelzés csupán a megfogalmazás eredetét és a szerzői jogokat jelzi, nem szolgál a cikkben szereplő információk forrásmegjelöléseként.